# Mansi (famiglia)
La famiglia Mansi è una delle casate della città e della Repubblica di Lucca.

## Storia

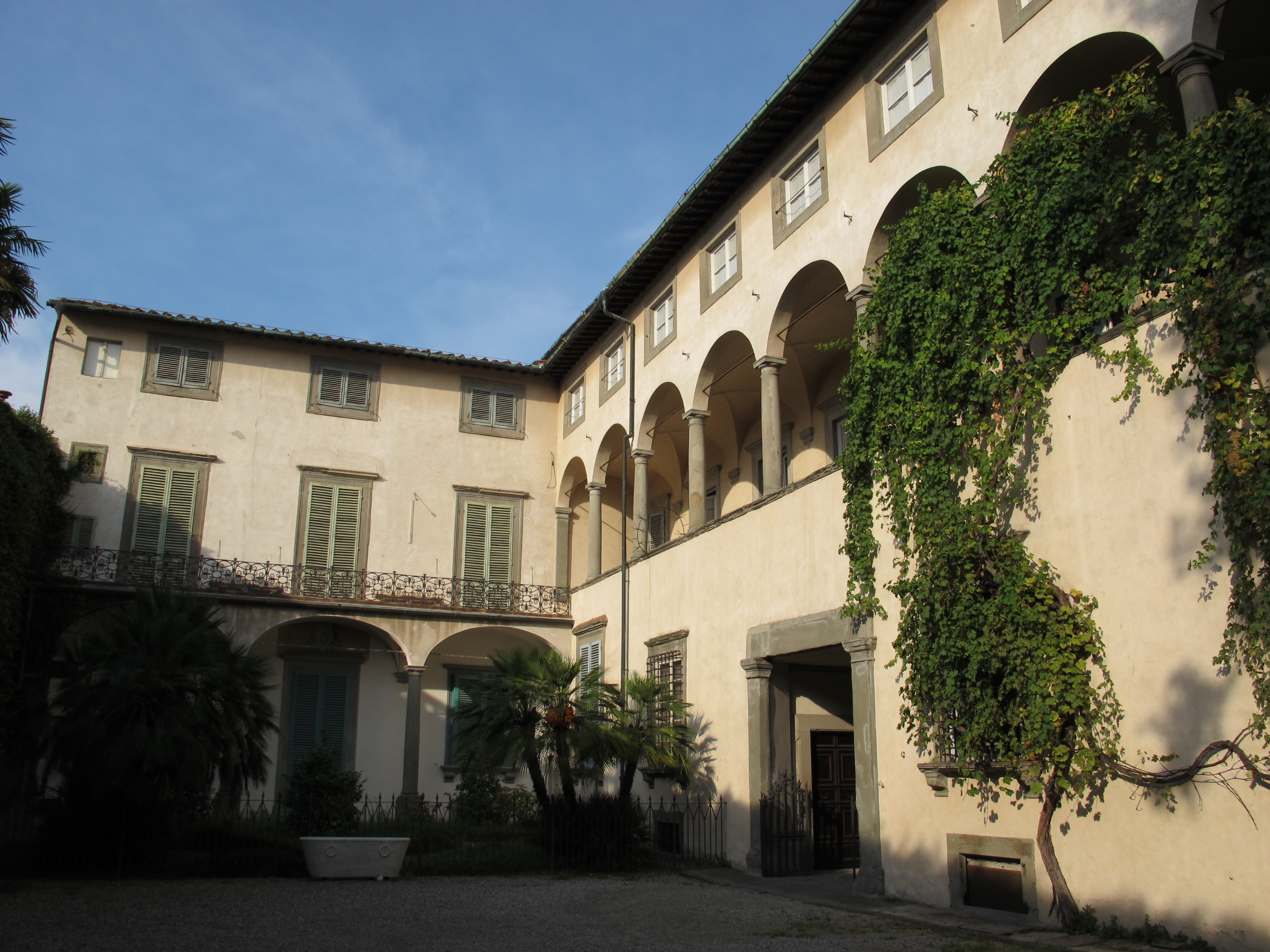
Lucca, Palazzo Mansi

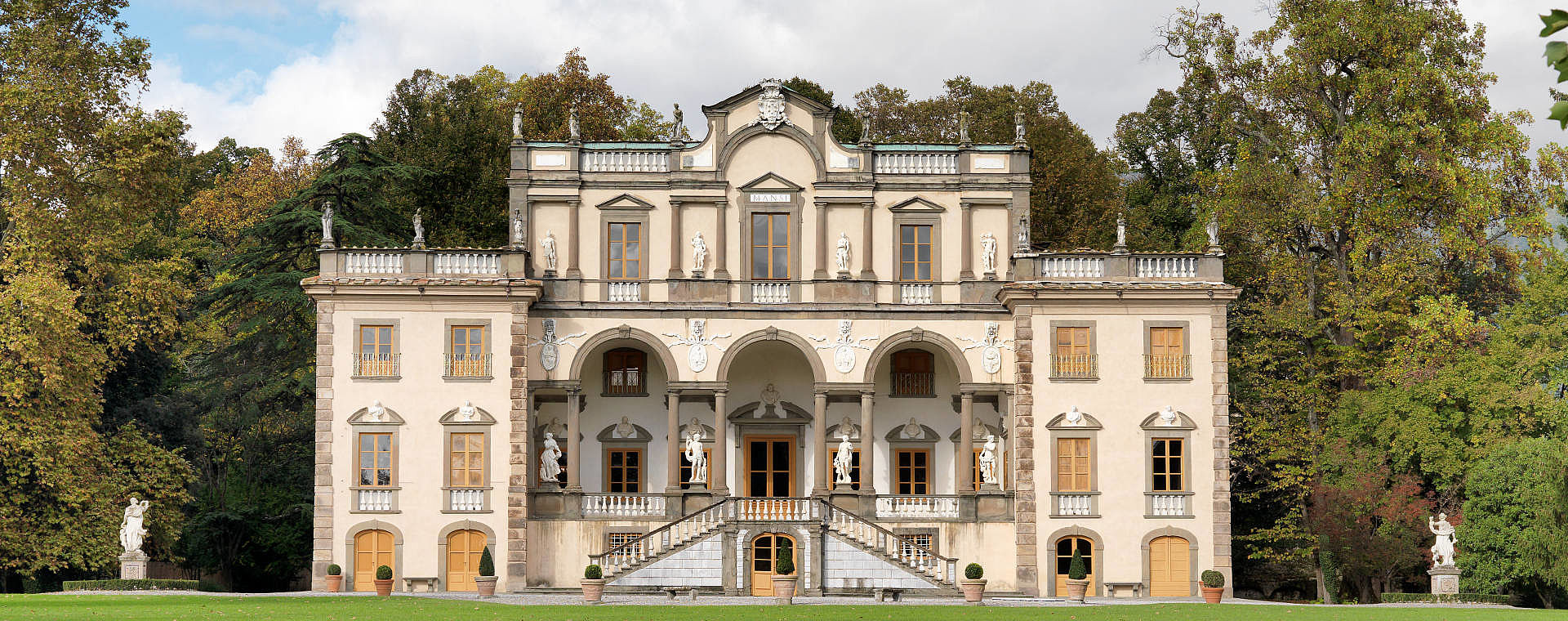
Capannori, Villa Mansi

Forse originaria della Germania alla fine del X secolo, di Magonza (Mainz, in tedesco), da cui il nome, è di origine molto antica ed aveva acquisito il privilegio, o meglio il monopolio, della fabbricazione de' conii della Zecca di Lucca, che batteva moneta fin dai tempi dei Longobardi. Nel 1221 la famiglia Mansi fece dono di questo privilegio al libero Comune di Lucca e il fatto fu ritenuto assai importante, tanto da conservarne memoria scritta anche nello statuto lucchese del 1308.
I traffici commerciali e la produzione della seta lucchese, esportata in tutta Europa, ne fecero una delle famiglie più ricche e sempre in primo piano anche nel governo dello stato di Lucca. 
Nel 1667, infatti, il ramo della famiglia Mansi, detto di San Pellegrino, poté permettersi di acquistare da Ranuccio Farnese di Parma il feudo già ducale della Fontanaccia, una tenuta di oltre 760 ettari che, con palazzo nella città di Piacenza, gli consentì di esercitare anche alcuni diritti feudali, compresa la presa di possesso e conseguente giuramento di fedeltà. Dopo alcuni secoli di buona gestione e ingrandimenti, il feudo fu ceduto per oltre 4.000.000 di lire nel 1922. Fu il periodo del passaggio dalla vita di rendita a quella di vendita: oltre alla tenuta piacentina furono vendute le fattorie di San Macario e val Freddana, la villa-fattoria di Saltocchio già Cenami, i palazzi cittadini Bernardini tanto a Lucca quanto quello di Viareggio per far fronte sia alle spese di una famiglia sempre à la page che a quelle per le doti delle figlie Milla con il principe De vera y d'Aragon e Nora con il conte Cenami Spada. Con conto sintetico si trattava di 153 coloni a mezzadria più le terre coltivate direttamente tramite braccianti o "opre"  e decine di fondi e negozi sparsi in città e altrove. Bene conosciuto come uno dei maggiori 4 patrimoni del XIX secolo a Lucca.
Gli investimenti della famiglia non si limitarono ai fondi agrari, ma anche all'arte. Infatti, la grande e preziosa collezione di arazzi di Bruxelles, esposta nell'attuale Museo Nazionale di Palazzo Mansi e che risulta essere seconda solo alle arazzerie reali di Madrid, è probabilmente il frutto di un investimento non condotto fino alla vendita.
La ricchezza e lo status raggiunti dalla famiglia comportarono anche la costruzione di un palazzo adeguato e rappresentativo: nacque così l'omonimo Palazzo, utilizzato anche dalla Repubblica di Lucca per le funzioni di rappresentanza, come era d'uso anche per gli altri importanti palazzi delle più importanti famiglie della città (Diodati, oggi Orsetti, Santini ed altre). Palazzo Mansi ebbe la ventura di ospitare anche il futuro re Federico IV di Danimarca, che nell'occasione s'innamorò della lucchese Maddalena Trenta.
Oltre ad altri palazzi e fattorie, la famiglia edificò anche la rinomata villa Mansi di Segromigno in Monte, ceduta solo nel 2008. 
Il casato sopravvisse all'estinzione grazie all'adozione, alla fine dell'Ottocento, di Raffaello Orsetti (1866-1956) da parte di Girolamo Mansi, così che continua ancora oggi nella persona di Andrea Mansi, figlio del Marchese Luigi Mansi, nato a Firenze nel marzo del 2018. 

## Esponenti illustri
Tra gli esponenti più illustri del casato sono da ricordare: 
- Giovanni Domenico Mansi (1692-1769),[1] che pubblicò 31 volumi della Sacrorum Conciliorum Nova Amplissima Collectio e che collaborò alla edizione lucchese della famosa Encyclopédie, curata da Ottaviano Diodati
- Ascanio Mansi (1773-1840)[1] che, dopo la caduta di Napoleone, come Segretario di Stato del Principato di Lucca, guidò i destini dello stato lucchese al congresso di Vienna salvandolo dall'estinzione[6].

Inoltre, appartenenti al ramo principale di San Pellegrino, il marchese Gerardo Mansi (1924-2009), che ha avuto come figli Luigi e Benedetta, e di cui si ricordano le Opere scritte sulla Storia di Lucca tra cui: I patrizi di Lucca, Le ville lucchesi, Lucida Mansi.
Altro esponente della famiglia da ricordare è la marchesa Laura Mansi (1928-2013).

## Arma
D'azzurro, a sei torte d'oro poste in giro.